# Gabriella Caramore
Gabriella Caramore (Venezia, 16 luglio 1945) è una saggista, giornalista e conduttrice radiofonica italiana.

## Biografia
È nata a Venezia. Ha vissuto e studiato a Padova, dove si è laureata in Filosofia con una tesi sul pensiero giovanile di György Lukács, di cui anni più tardi curerà l'edizione italiana del Diario (1910-1911) (Milano, Adelphi, 1983). Dal 1972 vive e lavora a Roma. 
La sua attività di scrittura e di parola, mossa inizialmente intorno a interessi letterari e filosofici, si è orientata sempre più verso una attenzione al problema religioso, inteso come “luogo di confine della conoscenza” (Paul Tillich).
Collaboratrice dal 1982 di Rai Radio 3, è autrice e conduttrice di numerose trasmissioni radiofoniche, tra cui dal 1993 al giugno 2018 Uomini e Profeti, programma di cultura religiosa (trasmissione che esisteva già dal 1982 circa ma in altra forma).
Collabora con articoli, saggi e interventi a varie testate culturali e a incontri pubblici su temi di confine nell'esperienza religiosa.
Dal 2002 al 2005 ha insegnato “Religioni e comunicazione” presso la Facoltà di Lettere e Filosofia dell'Università La Sapienza di Roma, nel Corso di laurea in Scienze storico-religiose. Fino al 2006, ha curato sull'edizione domenicale del quotidiano Avvenire la rubrica Sul confine.
Nel 2012 ha ricevuto dalla Facoltà valdese di teologia di Roma la "Laurea Honoris Causa" in Teologia.

## Opere

### Libri
- La fatica della luce. Confini del religioso, Morcelliana, Brescia, 2008, ISBN 978-88-372-2260-4
- Il sogno è potenza di realtà, Aliberti, Reggio Emilia, 2010, ISBN 978-88-7424-692-2
- Nessuno ha mai visto Dio, Morcelliana, Brescia, 2012, ISBN 978-88-372-2627-5
- Come un bambino. Saggio sulla vita piccola, Morcelliana, Brescia, 2013, ISBN] 978-88-372-2664-0
- Pazienza, il Mulino, Bologna, 2014, ISBN 978-88-15-25096-4
- 5 Variazioni sul credere, con altri autori, Edizioni Gruppo Abele, Torino, 2014, ISBN 978-88-6579-079-3
- La vita non è il male, con Maurizio Ciampa, Salani, Milano, 2016, ISBN 978-88-6918-348-5
- Croce e resurrezione, con Maurizio Ciampa, il Mulino, Bologna, 2018, ISBN 978-88-15-27493-9
- La parola Dio, Einaudi, Torino, 2019, ISBN 978-88-06-24275-6
- L'età grande, Garzanti, Milano, 2023, ISBN 978-88-11-01106-4

### Altre pubblicazioni (prefazioni, traduzioni, curatele)
- Prefazione a J. Belladona, Prostituzione, Roma, 1978
- Prefazione a  Jean Baudrillard e altri, Luoghi e oggetti della morte, Roma, 1979
- Prefazione e cura di AA.VV. L'amore (antologia), Roma, 1979
- Traduzione e cura di György Lukács, Diario 1910-1911 (introduzione di Massimo Cacciari), Adelphi 1983
- Introduzione e traduzione di Endre Ady Poesie, in “Finisterre”, Reggio Emilia 1985
- Prefazione e traduzione di Yves Bonnefoy, Rimbaud. L'impossibile e la libertà, Marietti 1988
- Prefazione e traduzione di V. Ségalen Il doppio Rimbaud, Milano 1990
- Prefazione e traduzione di Arthur Rimbaud, Lettere della vita letteraria, 1870-1875, Milano 1990
- Prefazione e traduzione di Yves Bonnefoy, Entroterra, Donzelli 2004
- Prefazione, con Maurizio Ciampa, di Sergio Quinzio Mi ostino a credere, Brescia 2006
- Prefazione a Søren Kierkegaard, Diario di un seduttore, BUR Rizzoli 2009
- Postfazione a Yves Bonnefoy, Rimbaud, Speranza e lucidità, Donzelli 2010
- Prefazione a Gustavo Zagrebelsky, Giuda. Il tradimento fedele, Einaudi 2010
- Introduzione a Luciana Breggia, Parole con Etty. Un itinerario verso il presente, Claudiana 2011
- Il Perdono della luna, Poesie di Endre Ady, 1906-1919, a cura di Gabriella Caramore, Letteratura Universale Marsilio 2018

Presso la casa editrice Morcelliana ha diretto una collana, “Uomini e Profeti”, nella quale sono stati riproposti alcuni dei colloqui avuti nella omonima trasmissione di Radio3.

## Produzioni radiofoniche
Dal 1982 inizia a collaborare a Rai Radio Tre con alcuni radio-documentari: 
- Poetica creatura. Il pellegrinaggio di Rainer Maria Rilke verso la poesia, 1982
- Profilo di D. Winnicott: dalla pediatria alla psicoanalisi, 1983
- G.I. Gurdjeff. Grandezza e ambiguità di un maestro, 1984
- Europa antica madre: l'identità culturale europea, 1986
- Incontro con I. Matte Blanco, un maestro eccentrico della psicoanalisi, 1987

Nel 1984 ha curato alcune rassegne per la rubrica "Cultura, temi, problemi".
Dal 1984 ad oggi ha curato alcune trasmissioni della rete:
1984-85   "Rassegna delle riviste"
1986        "Fatti, documenti, persone" (radio-documentari)
1987-90   "Terza Pagina"
1991-93   "Paesaggio con Figure", ideazione e conduzione di ritratti radiofonici.
Negli stessi anni  scrive due sceneggiati radiofonici in dieci puntate:
- De Senectute. Storia dell'idea di vecchiaia in dieci quadri, 1990
- Luoghi d'infanzia. Storie di bambini, scrittori, città  1992

Per la trasmissione “Damasco” realizza due cicli monografici:
- Uno di questi piccoli, 2004
- Voci da dentro 2006

Nel 1998-99 ha curato e condotto la rubrica di cultura interreligiosa di Radio Uno "Settimo Cielo. Quali sapienze per i nostri giorni?"
Dall'ottobre 1993 è autrice del programma di cultura religiosa Uomini e profeti, articolato in due spazi: “Storie” (attualità religiosa); e “Questioni” (approfondimenti)
All'interno dello stesso programma è autrice dei seguenti radio-documentari:
- L'ombra e la grazia. Simone Weil tra cristianesimo e storia.
- Un cuore in rivolta. Blaise Pascal alle origini della modernità.
- Libere praedicare. Storia della Chiesa valdese in cinque quadri.
- Un ardore elementare. Etty Hillesum 1941-43.
- Pavel Florenskij, La grandezza e il dono.

Dal gennaio 2010 inizia, all'interno di Uomini e Profeti, il ciclo “Leggere la Bibbia”: una lettura sistematica e commento del testo biblico, dalla Genesi all'Apocalisse, che coinvolge ad ogni puntata interpreti di diversa formazione.
Dal 1984 a oggi è autrice e conduttrice delle seguenti trasmissioni di Rai Radio 3:
- Rassegna delle riviste, 1984-1985
- Fatti, documenti, persone, 1986
- Terza Pagina, 1987-1990
- Paesaggio con figure, 1991-93
- Uomini e Profeti, dal 1993 al giugno 2018

È autrice degli sceneggiati radiofonici:
- De Senectute. Storia dell'idea di vecchiaia in dieci quadri, 1990
- Luoghi d'infanzia. Storie di bambini, scrittori, città, 1992

## Letture
- Le sette ultime parole del nostro Salvatore sulla croce, con il Quartetto Borromini (Varallo 2007, Lugano 2008)
- Il dono di sé. Pavel Florenskij, con letture eseguite da Giuseppe Cederna (Torino 2010)
- Da dove viene il Bene? (Unde bonum?) con letture eseguite da Piero Marcelli (Torino 2011)
- In croce Dedicato a Sofia Gubajdulina, con Mario Brunello, Ivano Battiston e l'Orchestra d'archi italiana (Roma, Radio 3 2012)
- Infanzia come sapienza, con Moni Ovadia (Torino 2012)
- Voci dal silenzio. In Armenia, con  Mario Brunello (Festival delle nazioni, Città di Castello, 2014)
- Olivier Messiaen, Quartetto per la fine dei tempi, Gabriella Caramore: “Nuovi cieli, vecchia terra”, con Mario Brunello (Artesella, Agosto 2017)